# Ambarès-et-Lagrave
 Ambarès-et-Lagrave  es una población y comuna francesa, situada en la región de Aquitania, departamento de Gironda, en el distrito de Burdeos y cantón de Carbon-Blanc.

## Demografía
| 2 178 | 2 350 | 1 676 | 2 132 | 2 240 | 2 274 | 2 438 | 2 701 | 2 666 | 2 666 | 2 788 | 2 782 | 2 872 | 3 031 | 3 156 | 3 247 | 3 200 | 3 269 | 3 187 | 3 163 | 3 224 | 3 425 | 3 632 | 3 805 | 3 733 | 4 295 | 5 831 | 7 134 | 7 622 | 8 105 | 10 195 | 11 206 | 12 963 |
| Para los censos de 1962 a 1999 la población legal corresponde a la población sin duplicidades (Fuente: INSEE [Consultar]) |       |       |       |       |       |       |       |       |       |       |       |       |       |       |       |       |       |       |       |       |       |       |       |       |       |       |       |       |       |        |        |        |

Forma parte del área urbana de Burdeos.